# Enrique Cánovas Lacruz
Enrique Cánovas Lacruz  (La Coruña, 29 de junio de 1877 - Madrid, 13 de octubre de 1965) fue un militar español, capitán general de Valencia y director general de la Guardia Civil durante los primeros años del franquismo. Con el grado de coronel encabezó el golpe de Estado de julio de 1936 en Galicia ya que los generales Enrique Salcedo, jefe de VIII División Orgánica, y el general Rogelio Caridad Pita, gobernador militar de La Coruña, se negaron a sumarse a la sublevación —fueron detenidos y ejecutados—.

## Biografía
Nacido en La Coruña el 29 de junio de 1877, fueron sus padres Pascual Cánovas Carrillo, capitán de Infantería, y su madre Práxedes Lacruz Tordesillas. La familia se desplazó al poco tiempo a Vigo, donde se desarrolla su infancia y logra destacar en sus estudios. El 24 de agosto de 1892, con apenas 15 años, hizo su ingreso en la Academia General Militar de Toledo.
Tras su regreso de Cuba, se casó el 23 de septiembre de 1910 con Concepción Curbera Vicuña, hija del empresario local Enrique Curbera Tapias. Su esposa falleció el 4 de noviembre de 1933. dos años más tarde, en 1935, accedió al Curso de Ascenso al Generalato.
Graduado en la Academia General de Guadalajara, tras pasar por la Academia Militar de Toledo, al producirse el golpe de Estado del 18 de julio de 1936 tenía la graduación de coronel y era jefe del Servicio de Ingenieros de la VIII División Orgánica. Se unió a los sublevados y fue encargado de que el golpe triunfara en Vigo. Durante la Guerra Civil fue ascendido a general de división y destinado a la Comandancia General de Baleares desde 1937 hasta el fin del conflicto.
El 7 de octubre de 1940 sustituyó al teniente general Antonio Aranda Mata como capitán general de la III Región Militar. Durante su mandato suavizó la situación de los tribunales especiales, permitiendo a los defensores que aportaran toda clase de pruebas. El 13 de abril de 1942 fue nombrado director general de la Guardia Civil, cargo que ocupó hasta julio de 1943, en que pasó a la situación de Reserva. Durante su mandato se aprobó el reglamento de régimen interno y las vestimentas oficiales. En marzo de 1965 le fue concedida la Cruz de la Orden de Cisneros.